# 판타스틱 (잡지)
판타스틱(FANTASTIQUE)은 시공사에서 출간하는 장르소설 월간지로 2007년 4월 30일 창간되었다.
출판사 북스피어의 자회사인 페이퍼하우스에서 발행, 과학소설 번역자이자 평론가로 유명한 박상준이 편집장을 맡았다. 그러나 2007년 12월호부터 박상준이 SF전문 출판사 오멜라스를 세우면서 편집장에서 편집위원회장이 되고 지금은 페이퍼하우스의 발행인이자 딴지일보 편집장, 미디어몹 설립인으로 유명한 최내현이 2월호까지 편집장을 맡았다. 이후 같은 페이퍼하우스에서 발행하다 무기 휴간 중인 드라마 전문 월간지 드라마틱의 편집장이었던 조민준이 편집장을 맡았다. 창간 1주년을 맞은 2008년 5월호부터 개편을 단행하였다. 2008년 11월호는 휴간하였고, 2009년에 편집장이 정성원으로 바뀌며 월간지에서 계간지로 전환했고, 이후 발행처를 시공사로 바꾸어 2010년부터 월간지로 전환했다. 그 뒤 2010년 3월호를 내고 재차 휴간. 이후 웹진으로 전환했으나 이것 역시 2012년 11월호를 마지막으로 폐간했다.

## 수록작(페이퍼하우스/월간)
| - 특집 기획: 영화인 17명이 말한다 - 이 작품, 영화화하면 어떻습니까? - 특집 기획: 「판타스틱」의 편견으로 뽑은 한국 역사상 최고의 상상 25가지 - 이슈: SF 나침반 - SF의 범위는 어디까지인가? - 역사 속의 나그네 (1) / 복거일 - 너네 아빠 어딨니? / 듀나 - 당신은 혼자가 아니예요 / 김창규 - 유월은 이름뿐인 달 / 미야베 미유키 - 다이디타운 - 거짓말 (1) / 폴 윌슨 - 이팅 하트 / 이윤하 - 실비와 브루노 (서문) / 루이스 캐럴 - 눈의 휴식 / 유시진 - 도둑 맞은 이야기 / 김태권 | - 특집 기획: 트랄파마도어로 떠난 거장, 커트 보네거트 - 판타스틱 플레이: 그녀의 마음을 훔치는 판타스틱 BGM - 이슈: 장르의 한국 토착화 기획 연재 (1) 판타지/한국 판타지 10년을 돌아본다 - 순간이동의 의미에 관해서 / 이영도 - 작은 신들 / 팀 프랫 - 샌드킹 (상) / 조지 R.R 마틴 - 냄새가 나요, 가족의 기원 / 박형서 - 다이디타운 - 거짓말 (2) / 폴 윌슨 - 역사 속의 나그네 (2) / 복거일 - 실비와 브루노 (1) / 루이스 캐럴 - 로스트 앤 파운드 / 정소연&박도빈 - 탐정 해리 시리즈 - 돌아오지 않는 남자(1) / WAL |
| - 특집 기획: 한여름 밤의 판타지 - 특집 기획: 추리소설 속 황당무계한 살해법 - 이슈: 장르문학 북페어에서 엿보는 여름 출판 동향 - 니글의 이파리 / 존 로널드 루엘 톨킨 - 유니콘 변주곡 / 로저 젤라즈니 - 우주로 날아간 마도로스 / 배명훈 - 아이스크림 제국 (전) / 제프리 포드 - 샌드킹 (하) / 조지 R.R 마틴 - 실비와 브루노 (2) / 루이스 캐럴 - 역사 속의 나그네 (3) / 복거일 - 탐정 해리 시리즈 - 돌아오지 않는 남자 (2) / WAL - 장르문학 전문 고교 라비린스! (1) / 정현주&Demo | - 특집 기획: 죽었다 깨어나면 만난다, 뱀파이어 - 특집 기획: 2300년 '머스트 해브' 아이템을 말한다 - 이슈: 장르소설, 한국 영화를 습격하다 - 여우골 / 듀나 - 어쩐지 살인을 저질렀을 것만 같은 신혼여행 / 로라 레스닉 - 로라 / 사키 - 내일의 꽃 (1) / 이지문 - 디벙커는 귀신을 믿지 않아 (전) / 코니 윌리스 - 아이스크림 제국 (후) / 제프리 포드 - 실비와 브루노 (3) / 루이스 캐럴 - 역사 속의 나그네 (4) / 복거일 - 탐정 해리 시리즈 - 돌아오지 않는 남자 (3) / WAL - 장르문학 전문 고교 라비린스! (2) / 정현주&Demo |
| - 특집 기획: 역사를 빛낸 탐정과 그 후예들 - 특집 기획: 그래픽노블이라는 원더랜드 - 이슈: 오래된 미래, 한국 인구가 1억이 된다면 - 이슈: 어둠으로의 긴 여행, 끝나다: ‘해리 포터’ 시리즈 완간 - 당신도 할 수 있는 놀이 / 전민희 - 보살펴 줄게 / 스즈키 기이치로 - 다이디타운 - 와이어(1) / 폴 윌슨 - 디벙커는 귀신을 믿지 않아 (후) / 코니 윌리스 - 내일의 꽃 (2) / 이지문 - 역사 속의 나그네 (5) / 복거일 - 제멋대로 함선 디오티마(예고) / 권교정 - 탐정 해리 시리즈 - 돌아오지 않는 남자 (4) / WAL - 장르문학 전문 고교 라비린스! (3) / 정현주&Demo | - 특집 기획: 강호무림, 어디에나 있고 어디에도 없는 - 특집 기획: 누가 뭐라하든 네 갈 길을 가라 - 마츠모토 타이요 월드 - 이슈: 《디 워》, LA 도시에 이무기 출현! - 이슈: 색깔있는 장르 시리즈 전성 시대 - 무협지 (1) / 좌백 - 디렉의 바다에서 / 제프리 랜디스 - 발 없는 둘째누나 / 박진규 - 다이디타운 - 와이어(2) / 폴 윌슨 - 내일의 꽃 (3, 마지막회) / 이지문 - 역사 속의 나그네 (6) / 복거일 - 구세주가 된 로봇에 대하여 / 이영도&박도빈 - 제멋대로 함선 디오티마 (1) / 권교정 - 탐정 해리 시리즈 - 돌아오지 않는 남자 (5, 마지막회) / WAL |
| - 특집 기획: 무엇을 상상하든, 도시괴담 - 특집 기획: 21세기의 정치질서는 SF적 상상력에서 - 이슈: 《태왕사신기》, 역사와 판타지의 불분명한 경계에서 떠오르다 - 이슈: 드라마와 공존하는 또 다른 선택, 소설 《태왕사신기》의 작가 김창규 - 이슈: 신정아 학력위조사건 총정리 - 기의 비행자들 / 어슐러 르 귄 - 도시전설 퍼즐 / 노리즈키 린타로 - 무협지 (2) / 좌백 - 고등어 아빠 / 조성희 - 오늘의 깜짝 손님은 바로… / 캐럴 넬슨 더글라스 - 기나긴 순간 (1) / 빌 밸린저 - 역사 속의 나그네 (7) / 복거일 - 제멋대로 함선 디오티마(2) / 권교정 - 장르문학 전문 고교 라비린스! (4) / 정현주&Demo | - 특집 기획: 믿고 싶은 거짓말, 팩션 - 특집 기획: 아름다운 수수께끼, 그리운 비일상-온다 리쿠를 만나다 - 특집 기획: 완벽한 건 재미없어-온다 리쿠 인터뷰 - 이슈: 한국형 탐정이 온다 - 인섹트 플라이트 / 배명훈 - 꽃 아래 봄에 죽기를 / 기타모리 고 - 스킨 트레이드 (1) / 조지 R.R 마틴 - 무협지 (3, 마지막회) / 좌백 - 기나긴 순간 (2) / 빌 밸린저 - 역사 속의 나그네 (8) / 복거일 - 제멋대로 함선 디오티마 (3) / 권교정 - 장르문학 전문 고교 라비린스! (5) / 정현주&Demo |
| - 특집 기획: 2007 장르문학 총결산 - 특집 기획: 《황금나침반》, 우리 시대 판타지의 새로운 오로라 - 이슈: SF를 즐기는 새로운 이름, 오멜라스 - 인터뷰: 들어오긴 쉽지만 나가긴 어렵습니다, 소설가 김영하 - 인터뷰: DJUNA와의 4일, on-line - 인터뷰: 재미를 찾아 두드리는 결벽한 ‘타자’ 이영도 - 나를 보는 눈 / 이영도 - 리알토 호텔에서 / 코니 윌리스 - 스킨 트레이드 (2) / 조지 R.R 마틴 - 젠젠 거리의 막내손가락 / 이명석 - 기나긴 순간 (3) / 빌 밸린저 - 역사 속의 나그네 (9, 12부 마지막회) / 복거일 - 제멋대로 함선 디오티마 (4) / 권교정 - 장르문학 전문 고교 라비린스! (6, 마지막회) / 정현주&Demo | - 특집 기획: 유럽의 미스터리에 대한 감각 - 특집 기획: SF의 물리학: 우주항행에서 양자역학까지 - 특집 기획: 2008년 장르소설 Wish List - 인터뷰: 거장의 올곧음 혹은 아름다움, 어슐러 르 귄 - 인터뷰: 내겐 아직도 소년인 친구, 루시드 폴 - 이슈: 라이트노벨이 뜬다 - 누가 버서커를 가로 막는가 / 로저 젤라즈니 - 팽형자 / 임태훈 - 스킨 트레이드 (3, 마지막회) / 조지 R.R 마틴 - 물고기의 교제 (전편) / 기타무라 고 - 기나긴 순간 (4) / 빌 밸린저 - 실비와 부르노 (4) / 루이스 캐럴 - 제멋대로 함선 디오티마 (5) / 권교정 - 밤만주와 처절한 복수 / 정은규 |
| - 특집 기획: 내가 사랑한 스파이 - 특집 기획: 내 사랑, 뜨겁게 뜨겁게 안녕 - 이슈: 장르팬이여, 지갑을 열어라 - 인터뷰: 판타지를 넘어, 시스템을 넘어 - 홍정훈 - 인터뷰: SF식 종이냅킨 접기 - 조현 - 메리고라운드 / 듀나 - 수즈달 중령의 범죄와 영광 / 코드웨이너 스미스 - 황금의 배가... 오! 오! 오! / 코드웨이너 스미스 - 기나긴 순간 (5) / 빌 밸린저 - 물고기의 교제 (후편) / 기타무라 고 - 다이디타운 3부 (전편) / 폴 월슨 - 실비와 부르노 (6) / 루이스 캐럴 - 오늘 저녁 봉골레 파스타 / 토마 - 인 더 라비린스 / 장경섭 - 망고가 있던 자리 (전편) / 박도빈, 원작 웬디 매스 | - 특집 기획: 18세기 조선, 정조의 피투성이 연대기 - 특집 기획: 확산과 침투의 30년 - 일본 SF를 돌아본다 - 인터뷰: 일본 SF 퍼스트 제너레이션 - 츠츠이 야스타카 - 인터뷰: 한국 추리소설의 대명사 - 김성종 - 이슈: 환상이라는 이름의 장르를 배양한다 - 웹진 《거울》 합평회 취재기 - 바이센테니얼 챈슬러 / 배명훈 - 너희 좀비들 / 로버트 A. 하인라인 - 황야의 길가메시 (전편) / 로버트 실버버그 - 기나긴 순간 (6, 마지막회) / 빌 밸린저 - 다이디타운 3부 (후편) / 폴 월슨 - 실비와 부르노 (7) / 루이스 캐럴 - 제멋대로 함선 디오티마 (6) / 권교정 - 망고가 있던 자리 (후편) / 박도빈, 원작 웬디 매스                                                             |
| - 특집 기획: 2008: 영원한 SF 오디세이, 아서 클라크(1917~2008)와의 랑데부 - 특집 기획: 조지 R.R 마틴, 팝 컬처 시대의 새로운 거장을 보다 - 이슈: [기획대담] 엔터테인먼트는 어떻게 만들어지는가 - 인터뷰: 라이트노벨 《월하의 동사무소》의 작가 전혜진 - 검은 실 / 조성희 - 데이비슨의 기이한 눈 / H.G. 웰즈 - 상인과 연금술사의 문 / 테드 창 - 당신은 식인종 (전편) / 김탁환 - 스페인의 거지들 (1) / 낸시 크레스 - 황야의 길가메시 (후편) / 로버트 실버버그 - 실비와 부르노 (8) / 루이스 캐럴 - 제멋대로 함선 디오타마 (7) / 권교정 - 좋아하지도, 싫어하지도 않는 소녀 / 박형동 | - 특집 기획: 그들의 서가를 엿보다 - 특집 기획: 모호로시 다이지로, 무슨 일이건 일어난다 - 특집 기획: 신사는 강철 수트를 입는다 - 인터뷰: 소설 중독, 혹은 史實을 떠도는 유목민 - 소설가 김탁환 - 인터뷰: 잿빛 세계를 주유하는 로맨티스트 - '얼음과 불의 노래' 시리즈의 작가 조지 R.R 마틴을 만나다 - 황금 네르파 / 윤이형 - 블루스와 날개 달린 외야수 J.C. / 찰스 부코우스키 - 첫 번째 외출, 혹은 가르강티우스의 덫 / 스타니스와프 렘 - 얼굴 없는 남자의 미해결 퍼즐 (전편) / 도로시 세이어즈 - 당신은 식인종 (후편) / 김탁환 - 스페인의 거지들 (2) / 낸시 크레스 - 실비와 부르노 (9) / 루이스 캐럴 - 제멋대로 함선 디오티마 (8) / 권교정 - 파문 (1) / 유시진 |
| - 특집 기획: 《왓치맨》 슈퍼히어로의 심연 너머로. - 특집 기획: 단카이 세대 이야기 - 인터뷰: 아무것도 아니고, 아무것이라도 될 수 있는 샤먼 - 시마다 마사히코를 만나다 - 인터뷰: 이쪽 편과 저쪽 편, 그 어느 사이의 독서가이자 작가 - 이적 - 발푸르기스의 밤 / 김창규 - 에메랄드 색 연구 / 닐 게이먼 - 약채반점 / 츠츠이 야스타카 - 얼굴 없는 남자의 미해결 퍼즐 (후편) / 도로시 세이어즈 - 스페인의 거지들 (3, 마지막회) / 낸시 크레스 - 올리트 감옥의 꽃 (전편) / 낸시 크레스 - 실비와 부르노 (10) / 루이스 캐럴 - 제멋대로 함선 디오타마 (9) / 권교정 - 파문 (2) / 유시진 - TAKE 7 / 문효섭 | - 특집 기획: 납량특집: 살인, 실화와 픽션 - 특집 기획: 2008년 여름을 위한 분야별 신간 올 가이드 - 인터뷰: 젊은 재능을 증명하다 - SF 팩션《볼테르의 시계》 작가, 강다임 - 도쿄 23구 내외 살인 사건 / 가이도 다케루 - 검은 해안의 여왕 / 로버트 E.하워드 - 지붕 위에 있던 것 / 로버트 E.하워드 - 해설: 황야에서 부르는 소리 - 거장 로버트 E.하워드의 세계 - 추락 / 김종일 - 만화방 남자들 / 류동욱 - 올리트 감옥의 꽃 (후편) / 낸시 크레스 - 실비와 부르노 (11) / 루이스 캐럴 - 제멋대로 함선 디오티마 (10) / 권교정 - 파문 (3, 마지막회) / 유시진 - The Full Moon / 곽경신                                                                                    |
| - 특집 기획: FBI, 100年 - 특집 기획: 일본 장르문학의 대명사, 하야카와쇼보 - 특집 기획: 기대하시라, 개봉 박두! - 장르영화 기대작 총정리 - 인터뷰: 준비는 끝났다. OK, Let's go. 무서운, 땀을 쥐는, 환상적인 장르 문학 단편선 기획자 대담. - 예비군 로봇 / 배명훈 - 구도 / 문영 - 이창 / 코넬 울리치 - 스트리퍼 요정 살해사건 / 샬레인 해리스 - 그림자 잭 (1) / 로저 젤라즈니 - 실비와 부르노 (12) / 루이스 캐럴 - 제멋대로 함선 디오타마 (11) / 권교정 - 존재하지 않는... / 김수박 | - 특집 기획: 일본 국민 탐정의 아버지, 요코미조 세이시 - 특집 기획: WWW.GENRE.COM 장르문학과 블로그. 그 판타스틱한 조합 - 특집 기획: 장르심화학습 - 하드보일드 탐정은 어떻게 등장했는가 - 인터뷰: 장르의 경계를 허물어 이야기를 세운다 - 소설가 진산 - 이슈: 판타지 · SF 컨벤션 ‘드래곤콘’ 탐방기 - 그릇과 시인 이야기 / 진산 - 꿈의 검열관 / 츠츠이 야스타카 - 래비린스 / 로이스 맥마스터 부졸드 - 그림자 잭 (2) / 로저 젤라즈니 - 실비와 부르노 (13) / 루이스 캐럴 - 할티노 / 은림 - 제멋대로 함선 디오티마 (12) / 권교정 - 우편번호 133-903 / 김성희 |
| - 특집 기획: 마야의 예언에서 입자가속기까지. 신세기 지구 종말 백서 - 특집 기획: 지망생들을 위한 투고 가이드. 왜 내 소설은 거절당하는가 - 인터뷰: 한국 장르소설의 척도를 세운다 - 이문영, 소설가. '노블레스 클럽' 팀장 - 인터뷰: 나는 장르를 모른다 - MBC 《크크섬의 비밀》의 작가 송재정 인터뷰 - 이슈: 《드래곤라자》10주년 기념판 출간, 작가 이영도 인터뷰 - 이슈: 테크노 스릴러의 왕, 대중문화의 공룡 쓰러지다 - 11월 밤의 이야기 / 전민희 - 이름은 솔저 / 로렌스 블록 - 래비린스 (2),(3) / 로이스 맥마스터 부졸드 - 인체 모형의 밤 / 나카지마 라모 - 플러그 인 베이비 / 제임스 팁트리 주니어 - 그림자 잭 (3) / 로저 젤라즈니 - 재와 이름 / 박성환 - 제멋대로 함선 디오티마 (13) / 권교정 - 일각소녀 / 박형동 | |

## 수록작(페이퍼하우스/계간)
| - 특집: 김내성 탄생 백주년 특집 - 스페셜: 고대 중국의 기담, 몽 그리고 환 / 김윤중 - 스페셜: 중세유럽의 장르문학 / 강윤영 - 탐정소설가의 살인, 타원형의 거울, 연문기담, 히틀러의 비밀 / 김내성 - 세 시 정각 / 코넬 울리치 - 혈도 / 문영 - 죽은 팔 / 정보라 - 그림자 잭 (7,8,9) / 로저 젤라즈니 - 제멋대로 함선 디오티마 (14) / 권교정 - 책+a 소개하는 만화 / 박도빈 | - 특집: 여름 공포특집 호러 익스프레스 - 스페셜: 저승에서 온 소환장: 중세 중국인의 생과 사 / 김윤중 - 스페셜: 아서왕 전설 / 강윤영 - 평론: 한국에서 장르문학은 어떻게 가능한가? 한국문학과 대중문학 / 조영일 - 비둘기들은 지옥에서 온다 / 로버트 하워드 - 세 시 정각 / 코넬 울리치 - 야경꾼 / 그렉 이건 - 개들의 묘지 / 김종일 - 괴기 사진 작가 / 미츠다 신조 - 버스정류장 소녀 / 한유 - 숨결 / 테드 창 - 곤륜 / 진산 - 독랑 / 문영 - 그림자 잭 (10,11,12,13) / 로저 젤라즈니 - 고양이 / 백성민 - 책+a 소개하는 만화 / 박도빈 |
| | |

## 수록작(시공사/월간)
| - 특집: 2009년 장르문학계 결산 - 특집: 국내·해외 장르문학상 소개 - 금5新SF / 박성환 - 물음표를 머리에 인 남자 / 듀나 - 드림, 드림, 드림 / 정세랑 - 빗속의 살인자(전편) / 레이먼드 챈들러 - 강원감영 살인사건 (1) / 좌백 - 울지 마, 죽지 마, 사랑할 거야 (1) / 김종일 - 세라페리온 (1) / 김창규 - 용선 파미르: 이름도둑 (1) / 김주영                                                         | - 특집: 속도 대결: SF의 상상력 VS 기술 발전 - 특집: 게임 그리고 장르문학, 대결인가 상생인가 - 창조주 / 문영 - 25세기 인사법 / 윤병현 - 암살 / 정보라 - 빗속의 살인자(후편) / 레이먼드 챈들러 - 강원감영 살인사건 (2) / 좌백 - 울지 마, 죽지 마, 사랑할 거야 (2) / 김종일 - 세라페리온 (2) / 김창규 - 용선 파미르: 이름도둑 (2) / 김주영 |
| - 특집: 참을 수 없는 재미와 가벼움 - 라이트노벨의 세계로 어서 오세요 - 특집: 학교 괴담 - 차가운 학교의 아이들은 이야기한다 - 액귀 / 신진오 - 열쇠 / 브루노 야센스키 - 스웽크 계의 괴짜 스타 / 온드레이 네프 - 강원감영 살인사건 (3) / 좌백 - 울지 마, 죽지 마, 사랑할 거야 (3) / 김종일 - 세라페리온 (3) / 김창규 - 용선 파미르: 이름도둑 (3) / 김주영 - albedo 1.0의 여인들, 소원 / 박성환 | |